# Ornithidium chrysocycnoides
Ornithidium chrysocycnoides är en orkidéart som beskrevs av Rudolf Schlechter. Ornithidium chrysocycnoides ingår i släktet Ornithidium och familjen orkidéer. Inga underarter finns listade i Catalogue of Life.